# Táborský okruh
Táborský okruh (dříve Okruh Dr. Edvarda Beneše) byl motocyklový závod v Československu, který byl s přestávkami konán v letech 1946 až 1961 na silničním okruhu vedoucím veřejnými komunikacemi města Sezimovo Ústí nedaleko Tábora, které byly pro potřeby závodu uzavřeny. Okruh se stal místem konání jedněch z největších motocyklových závodů v poválečné sportovní historii Československa.

## Vznik a vývoj

### Přípravy
Závod vznikl z iniciativy Autoklubu Republiky Československé, jakožto jedna z prvních nových motosportových událostí v Československu po skončení německé okupace země a druhé světové války, jejichž okolnostmi byl pak motoristický sport výrazně ochromen. Okruh měřil 2 950 a obsahoval výškový rozdíl 28 metrů. Start a cíl byl stanoven na Husově náměstí v Sezimově Ústí. Okruh byl při svém prvním zřízení pojmenován Okruh Dr. Beneše s osobním souhlasem prezidenta republiky Edvarda Beneše, jehož venkovské sídlo, Benešova vila, se nacházela přímo při trase závodu. Na organizaci závodu se podílela mj. i Milada Bayerová-Kovářová, členka táborského autoklubu a jedna z nejúspěšnějších československých motocyklových závodnic.
Pojmenování po Benešovi mělo svůj dobový propagandistický význam a závod svým názvem tak odkazoval k prvorepublikovému étosu motocyklového závodu Masarykův okruh pořádaný třicátých let 20. století na okraji Brna.

### Historie závodu
První ročník byl uskutečněn 18. srpna 1946 za přítomnosti samotného Beneše, návštěvností okolo 50 tisíc návštěvníků a účastí několika desítek tuzemských i zahraničních jezdců, akce se pak s úspěchem opakovala i v dalším roce. Po únoru 1948 a nastolení komunistického režimu v Československu byl závod, mj. kvůli pro vládnoucí garnituru problematické osoby Beneše, na další dva roky přerušen. K jeho obnově došlo pak roku 1950, ročník 1951 byl uveden s podtitulem O husitský palcát, v dalších letech byl pak závod nejčastěji uváděn jako Táborský okruh. Roku 1955 byl změněn směr projíždění trasy závodu.
Roku 1958 byl pro v pořadí devátý ročník prodloužen přes městskou část Soukeník na celkovou délku 4 600 metrů. V letech 1959 a 1960 sloužil okruh jako tréninková dráha pro československou motocyklovou reprezentaci.
11. června 1961 byl na místě konán jedenáctý a zároveň poslední ročník závodu, jež byl zároveň zařazen do soutěže Mistrovství Československa silničních motocyklů 1961.
V závodě za dobu jeho historie startovala řada úspěšných motocyklistů, mj. několikanásobný mistr republiky František Šťastný.